# Agetec
Agetec Inc. ("ASCII Game Entertainment Technology") est une société américaine d'édition de jeux vidéo qui est connue pour avoir apporté des jeux vidéo japonais aux États-Unis. La société est créée par ASCII Corporation en créant sa filiale de distribution américaine en tant que société indépendante en 1998. Puis, Agetec est devenu un éditeur indépendant un an plus tard.

## Jeux édités
| Year | Title                                          | Developer                              | Platform(s)                                               |
| ---- | ---------------------------------------------- | -------------------------------------- | --------------------------------------------------------- |
| 1999 | R-Type Delta                                   | Irem                                   | PlayStation                                               |
| 1999 | Fighter Maker                                  | ASCII Entertainment                    | PlayStation                                               |
| 1999 | Echo Night                                     | FromSoftware                           | PlayStation                                               |
| 1999 | Bass Landing                                   | ASCII Corporation                      | PlayStation                                               |
| 1999 | Rising Zan: The Samurai Gunman                 | UEP Systems                            | PlayStation                                               |
| 1999 | Clock Tower II: The Struggle Within            | Human Entertainment                    | PlayStation                                               |
| 1999 | Shadow Tower                                   | FromSoftware                           | PlayStation                                               |
| 2000 | RPG Maker                                      | Kuusoukagaku Corporation               | PlayStation                                               |
| 2000 | Armored Core: Project Phantasma                | FromSoftware                           | PlayStation                                               |
| 2000 | Bust-A-Move 4                                  | Taito                                  | Microsoft Windows                                         |
| 2000 | Armored Core: Master of Arena                  | FromSoftware                           | PlayStation                                               |
| 2000 | The King of Fighters: Evolution                | SNK Corporation                        | Dreamcast                                                 |
| 2000 | Space Marauder                                 | Kid Corporation                        | Game Boy Color                                            |
| 2000 | Lil' Monster                                   | Kid Corporation                        | Game Boy Color                                            |
| 2000 | Virtua Athlete 2000                            | Climax Entertainment, Sega Hitmaker    | Dreamcast                                                 |
| 2000 | Eternal Ring                                   | FromSoftware                           | PlayStation 2                                             |
| 2000 | Evergrace                                      | FromSoftware                           | PlayStation 2                                             |
| 2000 | Armored Core 2                                 | FromSoftware                           | PlayStation 2                                             |
| 2001 | Bowling                                        | Tamsoft Corporation                    | PlayStation                                               |
| 2001 | Chess                                          | Success Corporation                    | PlayStation                                               |
| 2001 | The King of Fighters '99: Millennium Battle    | SNK Corporation                        | PlayStation                                               |
| 2001 | Puzzle Star Sweep                              | Axela                                  | PlayStation                                               |
| 2001 | Strikers 1945                                  | Psikyo                                 | PlayStation                                               |
| 2001 | Metal Slug X                                   | SNK Corporation                        | PlayStation                                               |
| 2001 | The Adventures of Cookie &amp; Cream           | FromSoftware                           | PlayStation 2                                             |
| 2001 | The Last Blade 2                               | SNK Corporation                        | Dreamcast                                                 |
| 2001 | Crossroad Crisis                               | Success Corporation                    | PlayStation                                               |
| 2001 | Armored Core 2: Another Age                    | FromSoftware                           | PlayStation 2                                             |
| 2001 | Panzer Front                                   | ASCII Corporation, Soyuz               | PlayStation                                               |
| 2001 | Putter Golf                                    | Amedio                                 | PlayStation                                               |
| 2001 | Garou: Mark of the Wolves                      | SNK Corporation                        | Dreamcast                                                 |
| 2002 | Forever Kingdom                                | FromSoftware                           | PlayStation 2                                             |
| 2002 | All-Star Slammin' D-Ball                       | Access                                 | PlayStation                                               |
| 2002 | King's Field: The Ancient City                 | FromSoftware                           | PlayStation 2                                             |
| 2002 | Fisherman's Bass Club                          | Vingt-et-un Systems Corporation        | PlayStation 2                                             |
| 2002 | RC Helicopter                                  | Tomcat System                          | PlayStation                                               |
| 2002 | Rageball                                       | Na.p.s., Team s.n.c.                   | PlayStation                                               |
| 2002 | Armored Core 3                                 | FromSoftware                           | PlayStation 2                                             |
| 2002 | Disaster Report                                | Irem                                   | PlayStation 2                                             |
| 2003 | Phix: The Adventure                            | Affect                                 | PlayStation                                               |
| 2003 | Big League Slugger Baseball                    | Now Production                         | PlayStation                                               |
| 2003 | Street Racquetball                             | Highwaystar                            | PlayStation                                               |
| 2003 | Magic Pengel: The Quest for Color              | Garakuta Studio, Taito                 | PlayStation 2                                             |
| 2003 | Space Channel 5: Special Edition               | United Game Artists                    | PlayStation 2                                             |
| 2004 | Volleyball Xciting                             | Success Corporation                    | PlayStation 2                                             |
| 2004 | Echo Night: Beyond                             | FromSoftware                           | PlayStation 2                                             |
| 2004 | Armored Core: Nexus                            | FromSoftware                           | PlayStation 2                                             |
| 2004 | Kuon                                           | FromSoftware                           | PlayStation 2                                             |
| 2005 | Armored Core: Nine Breaker                     | FromSoftware                           | PlayStation 2                                             |
| 2005 | RPG Maker 3                                    | Enterbrain                             | PlayStation 2                                             |
| 2005 | Wild Arms Alter Code: F                        | Media.Vision Entertainment             | PlayStation 2                                             |
| 2005 | PoPoLoCrois                                    | G-artists, Sony Computer Entertainment | PlayStation Portable                                      |
| 2005 | Armored Core: Formula Front - Extreme Battle   | FromSoftware                           | PlayStation Portable                                      |
| 2007 | Brain Buster Puzzle Pak                        | Agetec, Nikoli                         | Nintendo DS                                               |
| 2007 | Raw Danger!                                    | Irem                                   | PlayStation 2                                             |
| 2007 | Cookie &amp; Cream                             | FromSoftware                           | Nintendo DS                                               |
| 2007 | Rhythm 'n Notes: Improve Your Music Skills     | IE Institute                           | Nintendo DS                                               |
| 2007 | Fire Pro Wrestling Returns                     | S-NEO, Y'sK                            | PlayStation 2                                             |
| 2008 | Touch Darts                                    | Full Fat Productions                   | Nintendo DS                                               |
| 2008 | DT Carnage                                     | Axis Entertainment                     | PlayStation 2                                             |
| 2008 | LOL: Never Party Alone!                        | Route 24 Inc.                          | Nintendo DS                                               |
| 2008 | Fading Shadows                                 | Ivolgamus                              | PlayStation Portable                                      |
| 2008 | Falling Stars                                  | Ivolgamus                              | PlayStation 2                                             |
| 2009 | SilverStar Chess                               | SilverStarJapan                        | Wii                                                       |
| 2009 | SilverStar Reversi                             | SilverStarJapan                        | Wii                                                       |
| 2009 | Way of the Samurai 3                           | Acquire                                | PlayStation 3                                             |
| 2010 | Mahjong Solitaire                              | Agetec                                 | PlayStation 3, PlayStation Portable, PS Vita              |
| 2010 | Paul's Shooting Adventure                      | ICM                                    | Nintendo DSi (no longer in Nintendo eShop as of May 2018) |
| 2010 | Go Fetch!                                      | ICM                                    | Nintendo DSi (no longer in Nintendo eShop as of May 2018) |
| 2010 | Paul's Monster Adventure                       | ICM                                    | Nintendo DSi (no longer in Nintendo eShop as of May 2018) |
| 2011 | Treasure Hunter X                              | SilverStarJapan                        | Nintendo DSi (no longer in Nintendo eShop as of May 2018) |
| 2011 | Rabi Laby                                      | SilverStarJapan                        | Nintendo DSi (no longer in Nintendo eShop as of May 2018) |
| 2011 | Whack-A-Friend                                 | ICM                                    | Nintendo DSi (no longer in Nintendo eShop as of May 2018) |
| 2011 | Zimo: Mahjong Fanatic                          | Agetec                                 | Nintendo DSi (no longer in Nintendo eShop as of May 2018) |
| 2011 | Roller Angels                                  | Starfish Inc.                          | Nintendo DSi (no longer in Nintendo eShop as of May 2018) |
| 2011 | Kung Fu Dragon                                 | SilverStarJapan                        | Nintendo DSi (no longer in Nintendo eShop as of May 2018) |
| 2011 | Go Fetch! 2                                    | ICM                                    | Nintendo DSi (no longer in Nintendo eShop as of May 2018) |
| 2011 | Magical Whip: Wizards of the Phantasmal Forest | SilverStarJapan                        | Nintendo DSi (no longer in Nintendo eShop as of May 2018) |
| 2011 | DotMan                                         | SilverStarJapan                        | Nintendo DSi (no longer in Nintendo eShop as of May 2018) |
| 2011 | Break Tactics                                  | SilverStarJapan                        | Nintendo DSi (no longer in Nintendo eShop as of May 2018) |
| 2012 | Quick Fill Q                                   | SilverStarJapan                        | Nintendo DSi (no longer in Nintendo eShop as of May 2018) |
| 2012 | Paul's Shooting Adventure 2                    | ICM                                    | Nintendo DSi (no longer in Nintendo eShop as of May 2018) |
| 2012 | The Phantom Thief Stina and 30 Jewels          | SilverStarJapan                        | Nintendo 3DS (no longer in Nintendo eShop as of May 2018) |
| 2012 | Rabi Laby 2                                    | SilverStarJapan                        | Nintendo DSi (no longer in Nintendo eShop as of May 2018) |
| 2012 | Touch Battle Tank: 3D                          | SilverStarJapan                        | Nintendo 3DS (no longer in Nintendo eShop as of May 2018) |
| 2013 | Air Battle Hockey 3D                           | SilverStarJapan                        | Nintendo 3DS (no longer in Nintendo eShop as of May 2018) |
| 2013 | Witch's Cat                                    | SilverStarJapan                        | Nintendo 3DS (no longer in Nintendo eShop as of May 2018) |
| 2013 | Bloody Vampire                                 | SilverStarJapan                        | Nintendo 3DS (no longer in Nintendo eShop as of May 2018) |
| 2013 | Fish On 3D                                     | SIMS                                   | Nintendo 3DS (no longer in Nintendo eShop as of May 2018) |
| 2014 | Touch Battle Tank: 3D 2                        | SilverStarJapan                        | Nintendo 3DS (no longer in Nintendo eShop as of May 2018) |
| 2014 | Rabi Laby 3                                    | SilverStarJapan                        | Nintendo 3DS (no longer in Nintendo eShop as of May 2018) |
| 2016 | Touch Battle Ninja                             | SilverStarJapan                        | Nintendo 3DS (no longer in Nintendo eShop as of May 2018) |